# マネーレ
マネーレ（ルーマニア語: Manele)は、ルーマニアのポップ・フォークのジャンルである。

## 概要
- マネーレ歌手のほとんどがロマであり、ロマ音楽の影響を強く受けている。
- マネーレには、大きく分けて、クラシカル・マネーレとモダン・マネーレの2種類のサブ・ジャンルがある。
  - クラシカル・マネーレは、トルコの音楽に由来するジャンルであり、ラウタリ（英語版）と言うロマ音楽奏者によって、弾き語り形式で行われている。
  - モダン・マネーレは、1980年代から1990年代初頭にかけて、トルコやアラブの歌の模倣として始まり、そこに、ギリシャ、ブルガリア、セルビアの音楽の要素が融合して、そのうえで、現代的な電子楽器やビートが用いられている。
    - トルコ、ギリシャ、ブルガリアから人気のある歌を、マネーレ歌手が敬意を表することなく盗作しており、何度も告発されている。
- 同様の音楽は、ほかのバルカン諸国にもあり、ブルガリアではチャルガ、旧ユーゴスラヴィア諸国ではターボ・フォークと呼ばれている。

- 2007年7月、コスティ・ヨニッツァが「Party TV（ルーマニア語版）」という音楽専門チャンネルを設立[1]、10月にはマネーレ専門チャンネルの「Mynele TV」の開局許可も下りた[2]。

## マネーレに対する世論
- ルーマニアの上流・中流階級の知識人の多くがマネーレの普及に反対しており、その主な理由は、マネーレの歌詞が誤った文法で過度に単純化された幼稚な詞や主題および反社会的なメッセージであるとしている。
- ルーマニア人の多くがマネーレの歌詞は下品で無礼であると考えており[要追加記述]、ロマに対する根深い人種差別の感情を持っている。
- ルーマニア国内のいくつかの都市では、公共交通機関、タクシー、フェスティバルでマネーレが禁止されている。
- その一方で、アメリカの知識人[誰?]からは、マネーレを「ルーマニアの大衆文化の貴重な表現であり、奨励したい」と肯定的な意見を持つ人がいる。
- ルーマニアのロマのバイオリニスト、フロリン・ニクレスク（英語版）は、マネーレ歌手のアドリアン・ミヌーネ（英語版）が才能に満ちていると認めているが、マネーレ歌手たちの音楽的概念が非常に低く、音楽教育の欠如を指摘している[3]。

## 主なマネーレ歌手
- アドリアン・ミヌーネ（英語版）
- コスティ・ヨニッツァ
- フローリン・サラーム（英語版）
- ダニ・モカヌ（英語版）
- ツァンカ・ウラガヌ（英語版）
- ガビ・ルンカ（英語版）
- ヨヌッツ・チェルチェル
- リヴィウ・グッツァ
- ミノドーラ（ルーマニア語版）
- ニチュ・パレル（ルーマニア語版）
- ニコラエ・グッツァ（英語版）
- ロミカ・プチャヌ（英語版）
- サンドゥ・チョルバ（英語版）
- ソリン・コピルル・デ・アウル（ルーマニア語版）
- スタナ・イズバシャ（英語版）
- シュテファン・デ・ラ・バルブレシュティ（英語版）
- ヴァリ・ヴィジェリーエ（英語版）